# Viktoria von Ballasko
Viktoria von Ballasko (* 24. Januar 1909 in Wien, Österreich-Ungarn; † 10. Mai 1976 in Berlin; eigentlich Viktoria Maria Franziska Theresia Ballasko) war eine österreichische Filmschauspielerin und Synchronsprecherin.

## Leben und Leistungen

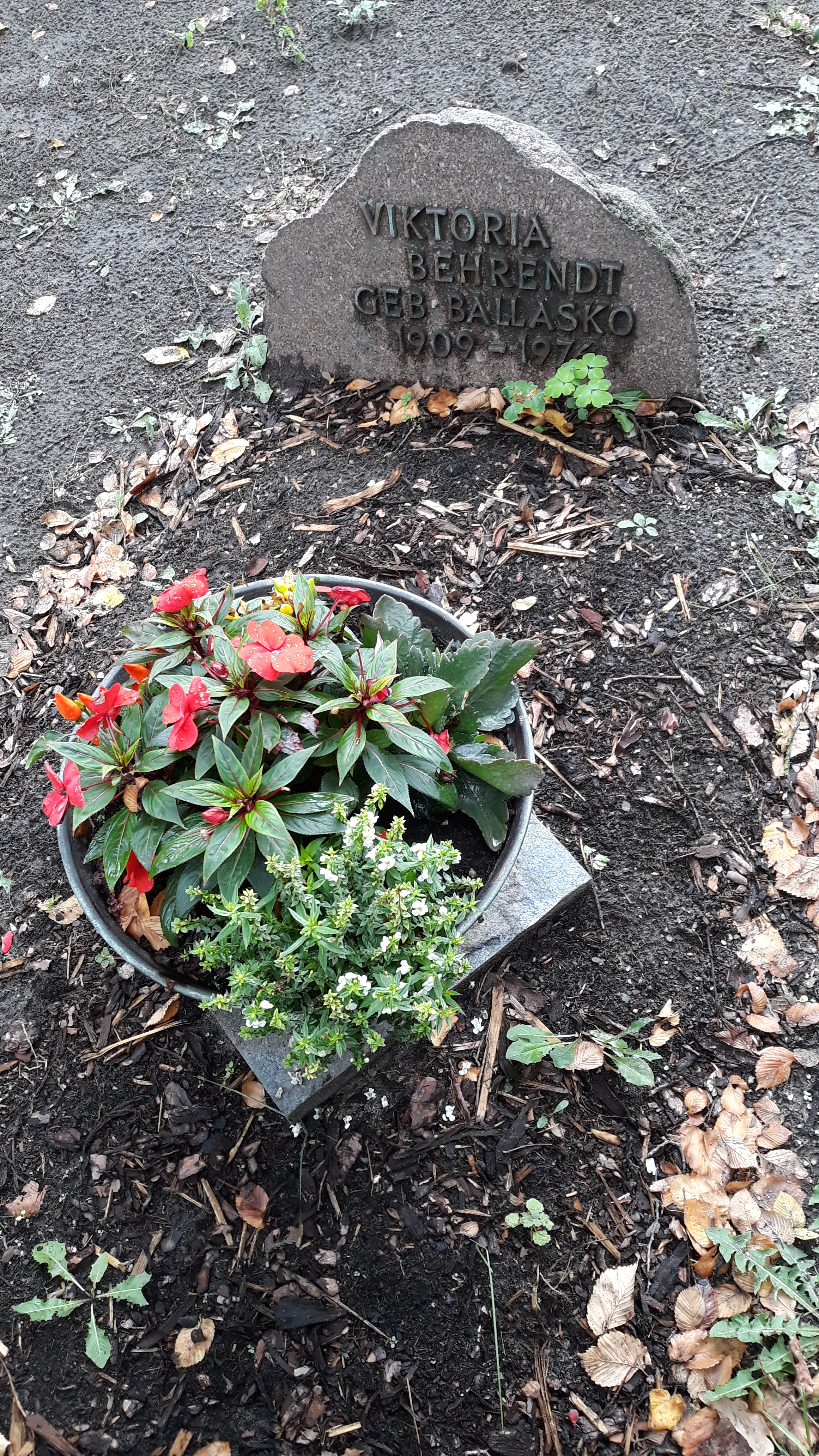
Das Grab von Viktoria von Ballasko auf dem Evangelischen Friedhof Giesensdorf in Berlin.

Viktoria von Ballasko war Tochter eines hohen Beamten und Offiziers a. D. Nach dem Gymnasium besuchte sie die Akademie für Darstellende Kunst in Wien. 
Von 1929 bis 1931 hatte sie ein Bühnenengagement am Stadttheater Bern, wo sie 1929 in Arm wie eine Kirchenmaus von Ladislas Fodor debütierte und später als Gretchen in Faust zu sehen war. Von 1931 bis 1932 spielte sie am Stadttheater Chemnitz, danach in Breslau, Wien, Stuttgart und München. Ab 1935 trat sie am Berliner Theater am Schiffbauerdamm auf. Ab 1946 spielte sie an der Berliner Komödie, hier in diesem Jahr als Luise in Kabale und Liebe.
Nach ersten Erfahrungen als Synchronsprecherin kam sie 1935/36 über Luis Trenker zum Film. Ihre erste Hauptrolle spielte sie 1936 in dem Film Kinderarzt Dr. Engel mit Paul Hörbiger. Weitere Hauptrollen folgten mit den Filmen Kennwort Machin (1939, mit Albert Hehn), Die Geliebte (1939, mit Willy Fritsch), Im Schatten des Berges (1940, mit Attila Hörbiger) und Der Majoratsherr (1943/44, mit Willy Birgel). Die blonde, mädchenhaft und zerbrechlich wirkende Schauspielerin war dabei auf den Typus der zurückhaltenden, opferbereiten verständnisvollen Frau festgelegt. Sie stand 1944 in der Gottbegnadeten-Liste des Reichsministeriums für Volksaufklärung und Propaganda.
Nach dem Ende des Zweiten Weltkrieges arbeitete Viktoria eine Zeitlang als Funk- und Synchronsprecherin. Dann schrieb sie gemeinsam mit Udo Vietz das Drehbuch für den Kurz-Dokumentarfilm Anmut und Kraft, ehe sie wieder Angebote als Darstellerin bekam. Neben zwei DEFA-Produktionen Und wieder 48 (1948, von Gustav von Wangenheim) und Unser täglich Brot (1949, von Slatan Dudow) spielte sie noch in einigen westdeutschen Filmen mit, ehe sie Ende der 1950er Jahre ihre Karriere beendete.
Als Synchronsprecherin lieh sie ihre Stimme unter anderem Annabella (Das Mädchen mit der Maske) und Joan Fontaine (Verdacht, erste Synchronfassung, sowie Oh, Susanne!).
Eine 1935 geschlossene Ehe mit dem Synchronautor und -regisseur Kurt Werther (1898–1945) endete mit dessen Tod. Seit 1951 war sie verheiratet mit Curt Behrendt. 
Das Grab von Viktoria von Ballasko befindet sich auf dem Friedhof der Giesensdorfer Dorfkirche in Berlin.

## Filmografie
- 1936: Der Kaiser von Kalifornien
- 1936: Kinderarzt Dr. Engel (R: Johannes Riemann)
- 1937: Ball im Metropol
- 1937: Die Warschauer Zitadelle (R: Fritz Peter Buch)
- 1938: Heiratsschwindler
- 1938: Schwarzfahrt ins Glück (R: Carl Boese)
- 1938/50: Preußische Liebesgeschichte (R: Paul Martin)
- 1939: Mann für Mann (R: Robert A. Stemmle)
- 1939: Robert Koch, der Bekämpfer des Todes (R: Hans Steinhoff)
- 1939: Kennwort Machin (R: Erich Waschneck)
- 1939: Die Geliebte (R: Gerhard Lamprecht)
- 1940: Krambambuli. Die Geschichte eines Hundes (R: Karl Köstlin)
- 1940: Im Schatten des Berges (R: Alois Johannes Lippl)
- 1940: Herz geht vor Anker (R: Joe Stöckel)
- 1941: Das Mädchen von Fanö (R: Hans Schweikart)
- 1941: Heimaterde (R: Hans Deppe)
- 1942/1943: Gefährtin meines Sommers (R: Fritz Peter Buch)
- 1942/1943: Die unheimliche Wandlung des Alex Roscher (R: Paul May)
- 1943/1944: Der Majoratsherr (R: Hans Deppe)
- 1944/1945: Das Leben geht weiter (R: Wolfgang Liebeneiner)
- 1945: Anmut und Kraft. Frauensport unter der Zeitlupe (Kurz-Dokumentarfilm)
- 1948: Und wieder 48 (R: Gustav von Wangenheim)
- 1949: Unser täglich Brot (R: Slatan Dudow)
- 1951: Die Schuld des Dr. Homma (R: Paul Verhoeven)
- 1953: Liebeskrieg nach Noten (R: Karl Hartl)
- 1954: Die Hexe (R: Gustav Ucicky)
- 1956: Made in Germany – Ein Leben für Zeiss (R: Wolfgang Schleif)
- 1956: Die Halbstarken
- 1956: Beichtgeheimnis (R: Viktor Tourjansky)